# Česká boxerská asociace
Česká boxerská asociace (ČBA) zastřešuje box v České republice. Je členem Mezinárodní boxerské asociace WORLD BOXING

## Oblasti
- Jihomoravská oblast
- Severočeská oblast
- Česká oblast
- Moravskoslezskáoblast

## Závody
- Mistrovství České republiky v boxu